# Erpangina
La faringite vescicolare, anche chiamata erpangina o herpangina, è una forma di faringite virale causata dal gruppo dei Coxsackievirus, più spesso da quelli di tipo A.
Si tratta di un'infezione virale che colpisce più spesso i bambini piccoli, associata a mal di gola, a febbre e a vesciche nella parte posteriore della bocca.

## Epidemiologia
Si manifesta soprattutto nei bambini, con un picco di incidenza in un'età compresa tra i 3 e i 10 anni, con una predilezione per i mesi estivi.

## Eziologia
L'erpangina è causata generalmente da un coxsackievirus o altri virus che appartengono alla famiglia degli Enterovirus.
L'infezione si diffonde per via oro-fecale o tramite goccioline d'aria emesse con tosse o starnuti di una persona infetta.

## Sintomi e segni
È caratterizzata dalla comparsa nell'istmo delle fauci e nell'orofaringe di 10-20 vescicole di 1-2 mm di diametro con contorno eritematoso, tendenti in breve tempo all'ulcerazione; si accompagna a febbre elevata, odinofagia e spesso anche a nausea, vomito e dolore addominale.

## Diagnosi
Ci sono molti sintomi e segni clinici dell'erpangina che sono simile a molti altri infezioni e disturbi dell'infanzia, come eczema herpiticum, sindrome da shock tossico, morbillo, varicella, malattia di kawasaki, morsi di insetto, febbre maculosa delle montagne rocciose, eritema multiforme.

## Prognosi
È una patologia assolutamente benigna che volge alla guarigione spontanea.

## Trattamento
L'erpangina è una malattia autolimitante, che tende a regredire autonomamente senza terapie specifiche (che peraltro non esistono). Può essere utile invece il trattamento di supporto con l'uso di antipiretici e analgesici topici e il mantenimento dell'idratazione. Viene generalmente consigliato di limitare l'attività fisica del bambino durante la malattia.

## Prevenzione
La prevenzione della malattia si attua insegnando al bambino a lavarsi correttamente le mani e pulendo con disinfettanti le superfici.
Non esiste ancora un vaccino in commercio che previene l'herpangia.